# Nederlands curlingteam (gemengd)
Het Nederlandse curlingteam vertegenwoordigt Nederland in internationale curlingwedstrijden.

## Geschiedenis
Nederland nam voor het eerst deel aan een internationaal toernooi voor gemengde landenteams tijdens de openingseditie van het Europees kampioenschap in het Andorrese Canillo. Het bereikte de play-offs niet. Het beste resultaat werd geboekt in 2011. Het team van Mark Neeleman bereikte de play-offs na vijf gewonnen en drie verloren wedstrijden. Om een plaats bij de laatste acht moesten de spelers van drie gelijk geëindigde teams ieder een steen werpen naar de dolly, de afstanden werden opgemeten en opgeteld. Helaas waren de Finnen en de Tsjechen hierin een stukje beter. De kwartfinale werd daardoor niet bereikt, negende. 
Na de tiende editie van het EK werd beslist het toernooi te laten uitdoven en te vervangen door een nieuw gecreëerd wereldkampioenschap voor gemengde landenteams. De eerste editie vond in 2015 plaats in het Zwitserse Bern, Nederland was daar niet bij.  De beste prestatie leverde het land in 2024, een gedeeld vijfde plaats. In de achtste finale werd Canada verslagen met 6-4 door in het achtste end twee stenen te stelen. Daarna verloor het Nederlandse team onder leiding van skip Simon Spits van Japan.

## Nederland op het wereldkampioenschap
| Jaar | Plaats        | Skip               | WG            | W             | V             | PV            | PT            |
| ---- | ------------- | ------------------ | ------------- | ------------- | ------------- | ------------- | ------------- |
| 2015 | Geen deelname | Geen deelname      | Geen deelname | Geen deelname | Geen deelname | Geen deelname | Geen deelname |
| 2016 | 36            | Danny van den Berg | 7             | 0             | 7             | 30            | 41            |
| 2017 | 35            | Danny van den Berg | 6             | 0             | 6             | 14            | 52            |
| 2018 | Geen deelname | Geen deelname      | Geen deelname | Geen deelname | Geen deelname | Geen deelname | Geen deelname |
| 2019 | Geen deelname | Geen deelname      | Geen deelname | Geen deelname | Geen deelname | Geen deelname | Geen deelname |
| 2022 | 27            | Lisenka Bomas      | 7             | 1             | 6             | 38            | 47            |
| 2023 | 29            | Bart Klomp         | 8             | 1             | 7             | 24            | 70            |
| 2024 | 5             | Simon Spits        | 8             | 5             | 3             | 42            | 41            |

## Nederland op het Europees kampioenschap
| Jaar | Plaats        | Skip                  | WG            | W             | V             | PV            | PT            |
| ---- | ------------- | --------------------- | ------------- | ------------- | ------------- | ------------- | ------------- |
| 2005 | 20            | Gerrit-Jan Scholten   | 5             | 1             | 4             | 17            | 48            |
| 2006 | 21            | Margreet Poost        | 5             | 1             | 4             | 22            | 56            |
| 2007 | 17            | Rob Vilain            | 5             | 2             | 3             | 25            | 20            |
| 2008 | 21            | Margrietha Voskuilen  | 7             | 2             | 5             | 28            | 42            |
| 2009 | 21            | Laurens van der Windt | 7             | 1             | 6             | ?             | ?             |
| 2010 | 19            | Laurens van der Windt | 7             | 1             | 6             | ?             | ?             |
| 2011 | 9             | Mark Neeleman         | 8             | 5             | 3             | 49            | 39            |
| 2012 | 17            | Mark Neeleman         | 7             | 3             | 4             | 40            | 39            |
| 2013 | Geen deelname | Geen deelname         | Geen deelname | Geen deelname | Geen deelname | Geen deelname | Geen deelname |
| 2014 | 24            | Margrietha Voskuilen  | 8             | 1             | 7             | 23            | 64            |